# Uncut Femmes
«Uncut Femmes» (укр. «Неграновані жінки») — сімнадцята серія тридцять другого сезону мультсеріалу «Сімпсони», прем'єра якої відбулась 28 березня 2021 року у США на телеканалі «Fox».

## Сюжет
На Спрінґфілдській АЕС Карлу дають квитки на концерт Боба Сігера в обмін на його мовчання про небезпеку. Карл запрошує Гомера, який схвильовано розповідає Мардж. Водночас Мардж нагадує йому, що він обіцяв відвести дітей на ночівлю на лінкорі. Гомер намагається переконати Мардж піти з ними, але у неї також є плани: спостерігати за прибуттям балом Gen Gala й організувати вечірку з переглядом того вечора. Однак, Мардж не можу сказати дітям, що ночівля скасована, тому вона вирішує взяти дітей туди відмовившись від перегляду.
На кораблі батьки повинні супроводжувати дітей у 6-годинних змінах. Мардж застрягла із Сарою Віггам, яка насміх іншим починає відповідати одним словом на будь-яке запитання Мардж.
На Спрінґфілдській арені Боб Сігер проводить шоу, яке відвідують Гомер, Карл і Кленсі Віггам. За лаштунками Гомер і Віггам зустрічають Боба, який абсолютно не погоджується із рішенням відмови від обіцянок дружинам, що переконує їх виправити ситуацію.
Тим часом на кораблі діти, на диво, швидко поснули: Сара перевела годинник дітей на північ, щоб отримати трохи свободи. Вона випиває пляшку віскі, яку вона вкрала з каюти капітана, і ніби повністю змінюється: вільно розмовляє, стає розкутою. Після того, як Мардж теж хильнула, Мардж і Сара на палубі обговорюють свої сімейне життя. Несподівано жінок викрадають дві, знайомі із минулого Сари…
Жінок тримають Бетт і Ерін на покинутій трикотажній фабриці. Сара зізнається Мардж, що колись вони троє були злодійками в Шелбівілі. Їхню найбільшу роботу доручила дівчина на прізвисько Руда — викрасти діаманти із сейфу пентхауса. Спочатку Сара зустрічає нічного охоронця пентхауса, Кленсі Віггама, щоб його спокусити і вкрасти ключ від сейфа. Однак, згодом вони спали удвох, закохавшись, і Сара забула про партнерок…
Тепер Сара відчуває свою провину, але Бетт і Ерін говорять, що їх підставила Руда, через що їх заарештували. Вони виявили, що Руда насправді — це Ліндсі Нейджл. У них є новий план викрасти діамант, але вони потребують допомоги Віггам.
Тим часом Гомер і Віггам потрапляють на корабель і виявляють, що їхні дружини зникли. Ральф Віггам говорить, що бачив, що їх викрали.
План злодійок полягає в тому, щоб у вихідні на Gen Gala вкрасти діамант з тіари Ліндсі (яка після інцидента привласнила прикрасу). Мардж як найбільша знавчиня Gen Gala допомагає їм це спланувати.
Коли у музеї багатства розпочинається бал, Мардж і Сарі вдається обманом вихопити квитки і потрапити всередину. Сара спокушає охоронця, а Мардж використовує своє волосся, щоб приховати проникнення двох інших партнерок. Тим часом Гомер і Віггам дізнаються з телевізора, що їхні дружини на Gen Gala.
Сара і Мардж знаходять свою ціль — Ліндсі. Поки Мардж відволікає її, Сара замінює тіару на фальшиву. Коли Ліндсі відходить від столу, тіара падає і розбивається виявляючи свою підробку. Сара і Мардж рятуються від Ліндсі Нейджл і охоронців біля сходів музею, але їм заважають Кленсі і Гомер, який зупиняє Сару на сходах. Водночас, Мардж вдається маневром даючи зіштовхнути Ліндсі зі сходів. Коли вона встає, її сумочка падає на підлогу, звідки випадають всі коштовності, які зникли в людей на Gen Gala (Ерін і Бетт підкинули Ліндсі прикраси). Нейджл заарештовують, а Сара і Мардж вишукано спускаються сходами.
У фінальній сцені Кленсі та Сара займаються коханням біля ліжка, і вона розповідає чоловікові правду про своє минуле. Тим часом Жирний Тоні, який доглядав Ральфа, веде хлопчика до магазину йогуртів.

## Виробництво
Відповідаючи на запитання шанувальників, у своєму «Twitter» виконавчий продюсер Метт Селман говорив як про зміну особистості Сари Віґґам, так і про використання запрошеної зірки Меган Маллаллі замість акторки Памели Гайден для озвучення «нової» Сари. В інтерв'ю виданню «IGN» Селман прокоментував, що «в цьому одному епізоді це дурний спосіб представити життя персонажа».
У червні 2020 року (на хвилі антирасистських акцій Black Lives Matter) творці мультсеріалу заявили, що заборонять білим акторам озвучувати небілих персонажів. Починаючи з цієї серії персонажа Хуліо озвучує Тоні Родріґез.

## Цікаві факти та культурні відсилання
- Пограбування діаманта на «Gen Gala» — це пародія на фільм «Вісім подруг Оушена», де групою жінок планується крадіжка ювелірних виробів на щорічному «Met Gala»[4].
- Починаючи з цієї серії персонаж Сари Віґґам з новим характером озвучує запрошена зірка Меган Маллаллі.

## Ставлення критиків і глядачів
Під час прем'єри серію переглянули 1,22 млн осіб з рейтингом 0.4, що зробило її другим найпопулярнішим шоу на каналі «Fox» тієї ночі, після «Сім'янина».
Тоні Сокол з «Den of Geek» дав серії чотири з п'яти зірок, сказавши:
|  | Серія — веселий і грайливий фільм-сатира. У ньому відображено напруження, романтику, гламур і темп фільму про пограбування, але додано до нього відтінок „Сімпсонів“. Мардж блищить у неочікуваному [амплуа]… Шахрайкам це сходить з рук, і нічого не змінинюєся. Як і багато інших злочинів у Спрінґфілді, за справу береться шеф Віґґам, а це ніби нікого немає. |

Джессі Берета із сайту «Bubbleblabber» оцінив серію на 8/10, сказавши:
|  | Для чергової серії про персонажа, який нікому не цікавий, це встановило планку. Остання людина у Спрінґфілді, в яку ви очікували б закохатися після трьох десятиліть, це Сара Віґґам. Однак, цей один епізод зміг зробити її однією з найдинамічніших і найцікавіших у місті, повному неперевершених персонажів. Якщо нічого іншого, то це вражає. |

Згідно з голосуванням на сайті The NoHomers Club більшість фанатів оцінили серію на 4/5 із середньою оцінкою 3,39/5.